# Bližnji vzhod
Blížnji vzhòd je zgodovinska, geografska, kulturna in politična regija, ki navadno obsega države Jugozahodne Azije in Egipt v Severni Afriki. V današnji jezikovni rabi v slovenščini večkrat nima jasne razmejitve nasproti regiji z imenom Srednji vzhod. Pogosto se tudi prekriva z Levantom, ki kot regija označuje zgodovinski prostor vzhodnega Sredozemlja. 

## Izvor imena
V 19. stoletju se je v francoskih geografskih krogih za to regijo uveljavil pojem Bližnji vzhod, da bi jo lahko razlikovali od Daljnega vzhoda. Ko so meje regije razširili tudi na prostor okrog Perzijskega zaliva, je v angleščini za razmejitev nasproti Daljnemu vzhodu namesto Bližnjega vzhoda prevladal izraz Srednji vzhod. Od sredine 19. stoletja pa do propada Osmanskega cesarstva je namreč v angleščini izraz Bližnji vzhod označeval teritorij pod nadzorom Osmanskega cesarstva, torej tudi Balkan.
V Srednji Evropi se je tudi po razširitvi mej regije na prostor okrog Perzijskega zaliva za njo naprej ohranilo ime Bližnji vzhod. 

## Opis Bližnjega vzhoda
Bližnji vzhod obsega večinoma puščavska območja s pretežno arabskim oz. arabiziranim prebivalstvom. Ob njem pa to regijo naseljuje tudi perzijsko, turško in kurdsko prebivalstvo. Velika večina prebivalstva so muslimani, predvsem suniti in šiiti. 
V regiji se nahaja 66 % svetovnih zalog nafte.

### Obseg Bližnjega vzhoda
Bližnji vzhod nima formalno določenih mej, zato se seznam držav, ki jih navadno prištevamo k tej regiji, skozi čas nekoliko spreminja. V današnji jezikovni rabi so države Bližnjega vzhoda v ožjem smislu največkrat naslednje:
- Irak
- Kuvajt
- Izrael
- Palestina (Palestinska avtonomna ozemlja)
- Jordanija
- Sirija
- Libanon
- Bahrajn
- Oman
- Katar
- Saudova Arabija
- Združeni arabski emirati
- Jemen

Med države Bližnjega vzhoda v širšem smislu pa dodatno prištevamo še naslednje:
- Egipt
- Turčija
- Iran

Z okrepitvijo problematike mednarodnega terorizma, ki se sklicuje na islam, so začeli k Bližnjemu vzhodu včasih prištevati tudi Afganistan.

## Zgodovina Bližnjega vzhoda

### Do prve svetovne vojne
Bližnji vzhod je v 16. stoletju prišel pod vpliv Turkov. Osmansko cesarstvo je štiri stoletja (1516-1919) politično, upravno in večinoma tudi vojaško vplivalo na arabski prostor Bližnjega vzhoda. Vpliv Osmanskega cesarstva v regiji je začel upadati v 19. stoletju, ko sta francoski in angleški kapital leta 1869 dokončala gradnjo Sueškega prekopa. Francija in Velika Britanija sta potem tudi nadzorovala to pomembno prometno pot proti Indiji. Zahodnoevropske sile so želele pridobiti tudi dostop do Dardanel. Rusija pa si je medtem prizadevala za dostop do Sredozemlja.
Med prvo svetovno vojno se je Osmansko cesarstvo povezalo z Nemškim rajhom. Francoski in angleški diplomati so dinastiji Hašemitov za njeno podporo v boju proti Osmanskemu cesarstvu obljubili, da ji bodo po koncu vojne pomagali oblikovati samostojno združeno velikoarabsko državo pod njeno vladavino. Leta 1916 pa sta Francija in Velika Britanija sklenili tudi tajni meddržavni sporazum, po katerem sta si med seboj razdelili Bližnji vzhod. Ko je tako leta 1919 Osmansko cesarstvo razpadlo, je regija v dvajsetih letih 20. stoletja prišla pod tujo upravo: Francija je prevzela nadzor nad Sirijo in Libanonom, Velika Britanija pa je prevzela nadzor nad Transjordanijo, Palestino, Irakom in Kuvajtom. Društvo narodov je nato odobrilo to dejanje Francije in Velike Britanije. 

### Med obema svetovnima vojnama
Zahodne velesile so kazale veliko zanimanje za to regijo vse bolj tudi zato, ker so bila v njej na začetku 20. stoletja odkrita velika najdišča nafte. Z naraščanjem pomena nafte v svetovnem gospodarstvu je naraščala tudi odvisnost zahodnih velesil od bližnjevzhodnih najdišč nafte, s tem pa tudi potreba po njihovem nadzoru. Ameriške naftne družbe so tako že v tridesetih letih prevzele delno lastništvo nad Iraško naftno družbo, Standard Oil Company iz Kalifornije pa si je pridobila pravice za 50 % načrpane nafte v Saudovi Arabiji. 

### Med letoma 1945 in 1979
Po drugi svetovni vojni se je vpliv ZDA na Bližnjem vzhodu dodatno okrepil. Pri tem so se ameriški naftni in politični strateški interesi medsebojno prekrivali. Ameriška diplomacija se je na Bližnjem vzhodu naslanjala na tri zaveznike: Iran, Saudsko Arabijo in Izrael. 
Izrael je kot bližnjevzhodna država nastal šele leta 1948. Ker so ga ZDA ves čas brezpogojno podpirale, je bil vojaško močnejši od arabskih držav. Z gospodarskega vidika je bolj kot druge države v regiji sodeloval pri globalizaciji, predvsem zaradi svojih stikov z EU in ZDA. Politično pa je bil Izrael v regiji ves čas osamljen in osovražen, saj je veljal za zahodni tujek v arabskem svetu. Zato so se zvrstile štiri izraelsko-arabske vojne (1948, 1956, 1967 in 1973), v katerih pa je Izrael vedno zmagal.

### Med letoma 1979 in 2001
Leta 1979 je v Iranu prišlo do šiitske revolucije in v Afganistan je vdrla sovjetska armada, kar je oboje oslabilo vpliv ZDA v regiji. Leta 1979 pa je pod ameriškim pokroviteljstvom prišlo tudi do podpisa premirja med Egiptom in Izraelom. Egipt je tako postal prva arabska država, ki je podpisala premirje z Izraelom. Še več vpliva v regiji pa so si ZDA povrnile z začetkom vojne med Irakom in Iranom leta 1980. Režim Sadama Huseina je sebe v tej vojni razumel kot trojni obrambni zid: sodobne arabske države pred vrnitvijo religioznega režima; sunitov pred šiiti; Arabcev pred Perzijci. Irak sta v vojni z Iranom podpirali ZDA in Francija. Po osemletni vojni z Iranom pa je Irak leta 1990 zasedel Kuvajt, ki je imel 9 % svetovnih zalog nafte. Sledila je prva zalivska vojna, v kateri je Irak premagala koalicija arabskih in zahodnih držav. To koalicijo so v arabskem svetu občutili kot še eno v vrsti ponižanj arabskega sveta s strani Zahoda: vojna je bila dokaz, da arabska nacija ni obstajala, da so obstajali le interesi arabskih držav in njihovih državnih voditeljev, ki so hoteli ostati na oblasti.
V letih 1979-2001 so ZDA na Bližnjem vzhodu podpirale avtoritarne arabske režime, ki so ji v zameno zagotavljali dostop do nafte in se vzdržali vojaških napadov na Izrael. ZDA so v tem obdobju podpirale tudi afganistanske fundamentaliste, dokler so se ti borili proti Sovjetski zvezi. Ameriška podpora prijateljskim arabskim režimom je imela za posledico popolni zastoj v političnem razvoju Bližnjega vzhoda, zato se je v tej regiji razširila gospodarska, demokratična in socialna frustracija, ki je postala podlaga za okrepitev islamizma in posledično z njim povezanega terorizma.

### Po letu 2001
Po 11. septembru 2001 so ameriški naftni sporazumi z državami na Bližnjem vzhodu naprej v veljavi, medtem ko so politični sporazumi z arabskimi režimi doživeli spremembe. Da bi ZDA utrdile svojo varnost, so sprožile novo bližnjevzhodno politično pobudo za Širši Bližnji vzhod (ang. Greater Middle East), ki so jo predstavile na srečanju držav G8 leta 2004. Politični pojem Greater Middle East se nanaša na 27 držav (22 držav članic Arabske lige, Izrael, Turčijo, Iran, Afganistan in Pakistan), ki so jim ZDA v času Busheve administracije ponudile podporo pri prehodu v demokracijo in svobodno tržno gospodarstvo.
Nemško-egiptovski politolog in zgodovinar Hamed Abdel-Samad vzrokov za to, zakaj se na Bližnjem vzhodu in širše v islamskem svetu ne uspe razviti delujoča demokracija, ne vidi le v posledicah kolonializma, ampak tudi v islamu samem. Zastopa stališče, da je islam kot vera nagnjen k fašizmu, kar se po njegovem mnenju kaže v vzgajanju ljudi k nedoletnosti (tj. k nesamostojnemu mišljenju), v nestrpnosti do drugače mislečih in odkritem pozivanju k uničenju drugače verujočih. Zaradi tega so po njegovem mnenju bližnjevzhodne islamske družbe same soodgovorne za politično-ekonomske razmere, v katerih živijo.